# The Angel of Paradise Ranch
The Angel of Paradise Ranch est un film muet américain réalisé par Allan Dwan et sorti en 1911.

## Synopsis
Jack, après un voyage à travers l'Ouest pour trouver de l'argent afin de soigner sa mère, se sent découragé, quand il découvre le moyen de louer une mine. Il refuse donc un emploi au Double Circle Ranch…

## Fiche technique
- Réalisation : Allan Dwan
- Date de réalisation :  États-Unis : 4 décembre 1911

## Distribution
- J. Warren Kerrigan : Jack
- Pauline Bush : la fille du rancher
- George Periolat : le rancher